# Gerolstein
Gerolstein (pronunciación en alemán: /ˈɡeːʁɔlˌʃtaɪ̯n/ⓘ) es una localidad y balneario alemán, ubicado en el distrito de Vulkaneifel en el Estado federado de Renania-Palatinado. Es sede de la Verbandsgemeinde homónima. Gerolstein es la base de operaciones de una gran compañía que comercializa agua mineral, Gerolsteiner Brunnen.

## Geografía
La localidad se encuentra a orillas del río Kyll en el Vulkaneifel, una parte del Eifel conocido por su historia volcánica, geográfica y geológica. Además del pueblo principal, también llamado Gerolstein, Gerolstein abarca las poblaciones de Bewingen, Büscheich-Niedereich, Gees, Hinterhausen, Lissingen, Michelbach, Müllenborn, Oos y Roth.

## Ciudades hermanadas
Gerolstein está hermanada con:
- Digoin, Saona y Loira, Francia (desde 1987).
- Gilze en Rijen, Brabante Septentrional, Países Bajos